# Reichsbrücke
Reichsbrücke (dosłownie: „most Rzeszy”) – most w Wiedniu przez Dunaj i jego stary kanał, łączący Donaustadt (22. Bezirk) na lewym (północno-wschodnim) brzegu rzeki z Leopoldstadt (2. Bezirk) na prawym. Na przedłużeniu mostu za jego lewym przyczółkiem jest Wagramer Straße, a za prawym – Lasallestraße. Na moście znajduje się sześciopasmowa jezdnia, dwa chodniki dla pieszych i dwie drogi rowerowe. Przebiega przezeń także linia U-Bahn (metro).
Jeszcze przed regulacją Dunaju w rejonie Wiednia wybudowano w latach 1872–1876 w tym miejscu Most Księcia Rudolfa (Kronprinz-Rudolf-Brücke), składający się z żelaznej kratownicy nad nurtem głównym rzeki oraz mostu o konstrukcji łukowej nad terenami zalewowymi na lewym brzegu. W 1919, kiedy Austria przestała być monarchią przyjmując ustrój republikański, chcąc podkreślić, że uważa się za część Rzeszy Niemieckiej (niem. Reich), zmieniono nazwę mostu z Kronprinz-Rudolf-Brücke na Reichsbrücke.
W latach 30. XX wieku zaprojektowany został nad nurtem głównym Dunaju nowy most o konstrukcji wiszącej. Wybudowano go między rokiem 1934 i 1937; przebiegała po nim czteropasmowa jezdnia, dwutorowa linia tramwajowa i dwa chodniki dla pieszych. Po wkroczeniu Rosjan do Wiednia w 1945 przez pewien czas przemianowano go na Brücke der Roten Armee („Most Armii Czerwonej”); po wyjściu w 1955 z Austrii wojsk okupacyjnych mostowi przywrócono nazwę przedwojenną; w latach 1948–1952 poddano go gruntownemu remontowi.

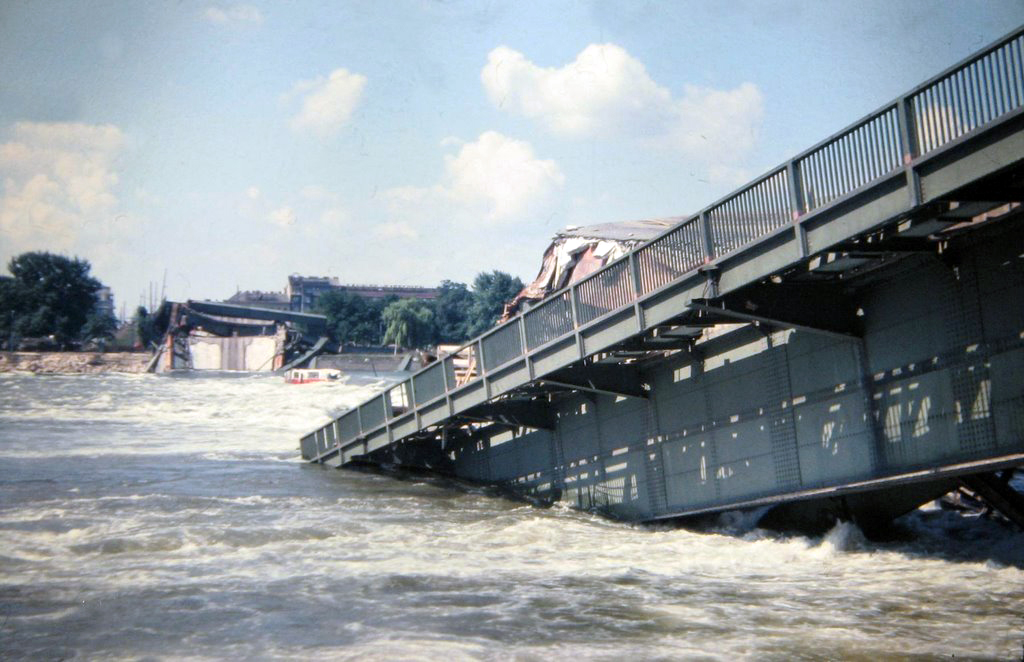
zwalony most w 1976

Krótko po świcie, przed 5:00 rano w niedzielę 1 sierpnia 1976 Reichsbrücke zawalił się. Ruch był o tej porze doby i tygodnia znikomy: zginęła jedna osoba, zniszczeniu uległa jedna ciężarówka, a kilka statków zostało uszkodzonych. Pośpiesznie wybudowano dwa mosty tymczasowe i rozpisano międzynarodowy konkurs na nowy most. Budowę rozpoczęto w 1978, a ukończono w listopadzie 1980. Nowemu mostowi nadano nazwę Johann-Nestroy-Brücke, ale nie przyjęła się; powszechnie używana jest wciąż stara nazwa – Reichsbrücke. We wrześniu 1982 doprowadzono do mostu linie kolei podziemnej; w 2003 poszerzono drogi rowerowe i chodniki oraz zwiększono liczbę pasów ruchu na jezdni z czterech do sześciu kosztem środkowego pasa rozdzielającego. W 2004 w jeden z filarów uderzył niemiecki statek wycieczkowy, ciężko raniąc kilka osób. Most jednak pozostał nieuszkodzony. W 2005 obchodzono uroczyście 25-lecie istnienia nowego Reichsbrücke. W tym samym czasie na jezdni położono nową nawierzchnię redukującą hałas przejeżdżających pojazdów.

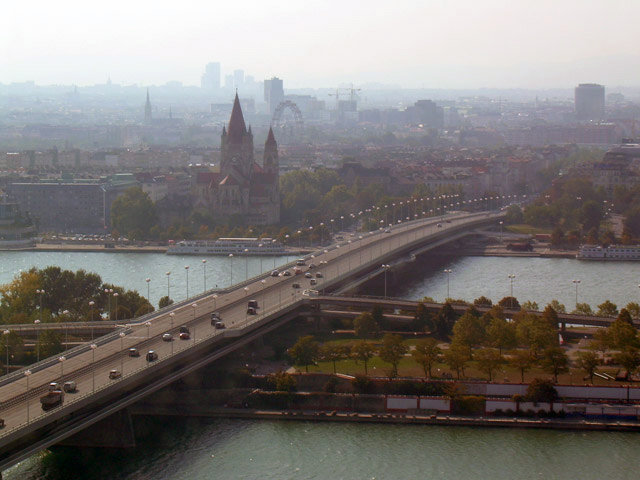
obecny Reichsbrücke, w 2006
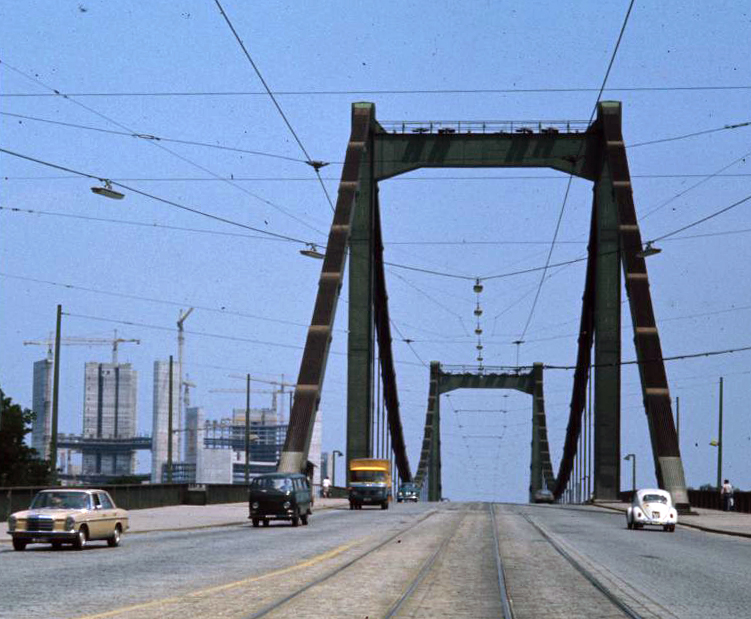
poprzedni Reichsbrücke, ok. 1975
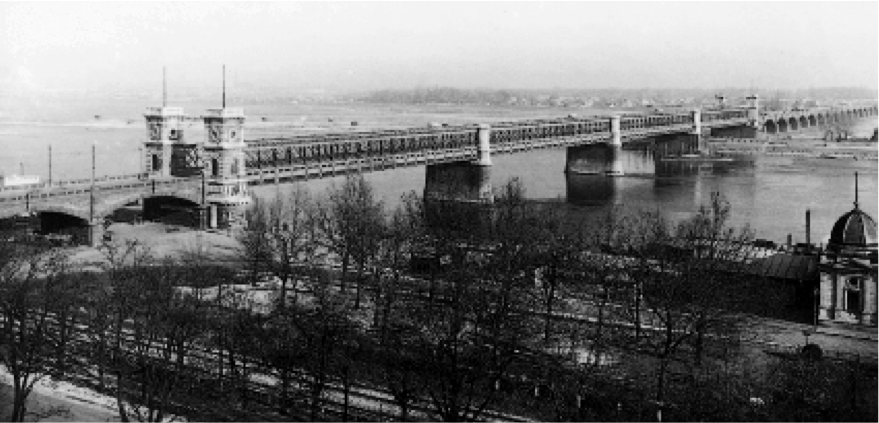
Kronprinz-Rudolf-Brücke, ok. 1900
Schemat przyczyny katastrofy